# Haushaltsvorstand
Haushaltsvorstand (auch Haushaltungsvorstand) ist im deutschsprachigen Raum ein Rechtsbegriff aus der öffentlichen Verwaltung. Er bezeichnet dasjenige Mitglied des Privathaushalts, das den größten finanziellen Beitrag zum Haushaltseinkommen leistet.  In neueren Quellen ist der gleichbedeutende Begriff Haupteinkommensbezieher gebräuchlich, der in der DDR schon länger verwendet wurde. Bei amtlichen Zählungen gab jeder Haushalt den HEB an, dessen Merkmale wie Alter und Geschlecht wurden zur Gruppierung der Daten verwendet.

## Begriff und Anwendung
Der Begriff „Haushaltsvorstand“ bezog sich ursprünglich auf den Familienvater und entstand zu einer Zeit, als die traditionelle Rollenverteilung in den Familien noch die Regel war. Die sozio-ökonomische Struktur der privaten Haushalte wurde konventionell statistisch mit Hilfe des Haushaltsvorstands erfasst.
Der Begriff Haushaltsvorstand hatte lange Zeit eine große Bedeutung im Sozialhilferecht. Nach der damals in der Bundesrepublik geltenden Verordnung zur Durchführung des § 22 des Bundessozialhilfegesetzes erhielt der Haushaltsvorstand 100 % des Regelsatzes und die Haushaltsangehörigen lediglich 80 %. Haushaltsvorstand war nach der ständigen Rechtsprechung des Bundesverwaltungsgerichts die Person, die die Kosten des Haushalts trug, Haushaltsangehörige die Personen, die mit dem Haushaltsvorstand gemeinsam wirtschafteten. Dabei kam es nicht darauf an, ob eine Einsatzgemeinschaft zwischen Eheleuten und ihren minderjährigen unverheirateten Kindern oder eine Haushaltsgemeinschaft zwischen Verwandten bestand. Auch bei wildfremden Menschen konnte eine solche gemeinsame Wirtschaftsführung unterstellt werden, etwa bei einer eheähnlichen Lebensgemeinschaft und sogar zwischen Bewohnern einer betreuten Wohngruppe.
Dies änderte sich mit der Übertragung des Bundessozialhilfegesetzes in das SGB XII im Jahr 2005 und der gleichzeitigen Einführung des Arbeitslosengeldes II. Zwar wurde die alte Verordnung inhaltlich weitgehend unverändert als Regelsatzverordnung in das System des SGB XII übernommen, im Arbeitslosengeld II ist ein Haushaltsvorstand allerdings nicht vorgesehen, insofern ergaben sich Wertungswidersprüche. Hier entschied das Bundessozialgericht, dass die bisherige Einordnung von Personen als Haushaltsvorstand und Haushaltsangehöriger im Rahmen des SGB XII gegen den Gleichbehandlungsgrundsatz nach Art. 3 Abs. 1 GG verstößt, weil sie Bezieher von Sozialhilfe gegenüber Beziehern von Arbeitslosengeld II ohne sachlichen Grund diskriminiere. Das Bundessozialgericht entschied, dass ein Haushaltsmitglied nur dann als Haushaltsangehöriger betrachtet werden dürfe, wenn es mit dem Haushaltsvorstand eine Bedarfsgemeinschaft im Sinne des SGB II oder eine Einsatzgemeinschaft im Sinne des SGB XII bilde.
Ein weiteres Problem ergab sich bei sogenannten gemischten Bedarfsgemeinschaften zwischen Eheleuten, bei denen ein Ehepaar nach dem SGB II und der andere nach dem SGB XII leistungsberechtigt war. Das SGB II sieht hier einen Regelsatz in Höhe von 90 % für beide Haushaltsmitglieder vor, das SGB XII hingegen 100 % für den Haushaltsvorstand und 80 % für das Haushaltsmitglied. Hier ergaben sich Probleme, da dann das Ehepaar je nachdem, wer als Haushaltsvorstand angesehen wurde, entweder 190 % oder 170 % des Regelsatzes erhielt. Diese Gesetzeslücke wurde mit einer Änderung der Regelsatzverordnung im Jahr 2007 geschlossen, indem die Regelung des SGB II für Ehepaare in das SGB XII übernommen wurde, das Bundessozialgericht entschied, dass diese Regelung auch rückwirkend auf ältere Zeiträume anzuwenden sei.
2011 wurde die Regelsatzverordnung durch das Regelbedarfs-Ermittlungsgesetz ersetzt. Damit wurde zwar der Begriff des Haushaltsvorstandes aus dem Gesetz eliminiert und durch sogenannte Regelbedarfsstufen ersetzt, faktisch wurde aber der alte Zustand wiederhergestellt, wonach Personen, die keinen eigenen Haushalt führen, lediglich 80 % des Regelsatzes erhielten, was wiederum eine Ungleichbehandlung zwischen Beziehern von Sozialhilfe und Arbeitslosengeld II darstellte. Dies betraf vor allem behinderte erwachsene Kinder, die im Haushalt ihrer Eltern wohnten. Im Jahr 2014 entschied das Bundessozialgericht in drei Fällen, dass diese Regelung eine Diskriminierung aufgrund der Behinderung darstelle und damit rechtswidrig sei.
Der Status als Haushaltsvorstand oder Haushaltsangehöriger wird zwar weiterhin bei Beantragung der Sozialhilfe abgefragt und auch in der amtlichen Statistik nach § 122 SGB XII erfasst, leistungsrechtlich hat er aber nur in sehr wenigen Fällen eine Bedeutung. So übt etwa bei der Krankenversicherung für Sozialhilfebezieher nach § 264 Abs. 3 SGB V der Haushaltsvorstand das Wahlrecht der Krankenkasse für sich und alle hilfebedürftigen Familienmitglieder aus, analog den Regelungen zur Familienversicherung.